# Centru (Chișinău)

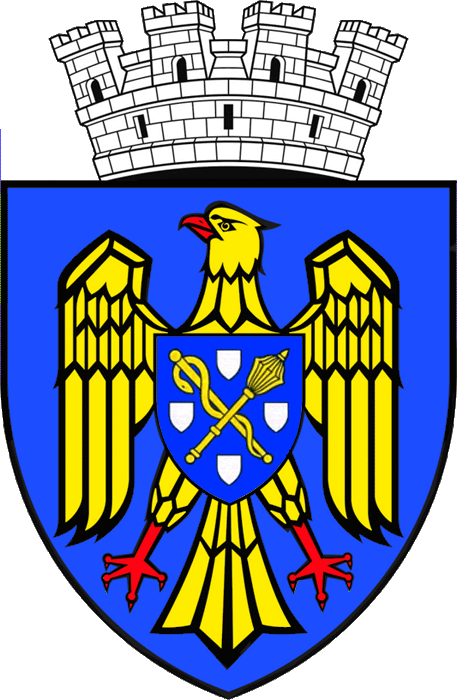
Wappen

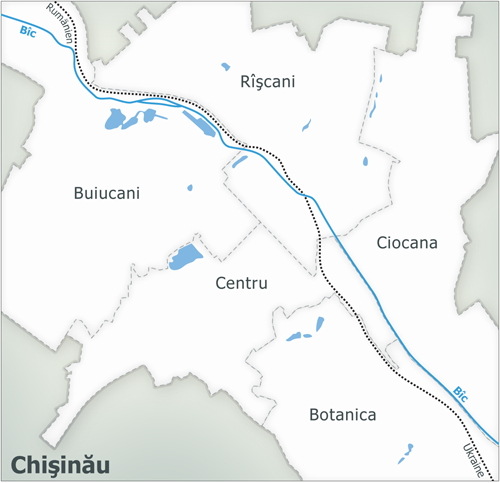
Bezirke von Chișinău

Centru (russisch Центр / Zentr) ist ein Bezirk der moldauischen Hauptstadt Chișinău. Er ist zugleich der historische wie auch der aktuelle Stadtkern.
Als territoriale Verwaltungseinheit entstand der Bezirk im Jahr 1941, damals unter dem Namen Lenin-Bezirk. Seinen heutigen Namen, der übersetzt „Zentrum“ bedeutet, trägt er nach Beschluss des Stadtrats seit 1991. Hier lebten bei der Volkszählung 2004 insgesamt 90.494 Menschen, das sind rund 15 Prozent der Gesamtbevölkerung Chișinăus.
In Centru haben einige der wichtigsten Institutionen der Stadt und des moldauischen Staates ihren Sitz. Eine große Bedeutung kommt der Straße Bulevardul Ștefan cel Mare și Sfînt zu. Hier befinden sich das Rathaus, die Moldauische Akademie der Wissenschaften, das Ministerium für Telekommunikation und das Mihai Eminescu Nationaltheater, das auf das 1920 gegründete Nationaltheater von Bessarabien zurückgeht. An der Strada Mitropolit Varlaam steht das Gebäude der Nationalen Philharmonie, das als Heimstätte des 1940 gegründeten Nationalen Philharmonieorchesters und als Veranstaltungsort von Musikfestivals dient. Ein Kinderkrankenhaus sowie ein militärisches Ehrenmal für Gefallene im Transnistrien-Konflikt befinden sich in der Strada Pantelimon Halippa. Eine weitere bekannte Verkehrsschlagader in Centru ist die drei Kilometer lange Strada Alexei Șciusev. Der künstlich angelegte See Valea Morilor befindet sich ebenfalls im Bezirksgebiet.